# David Buchanan (cầu thủ bóng đá, sinh năm 1962)
David Buchanan (sinh ngày 23 tháng 6 năm 1962), hay Dave Buchanan, là một cựu cầu thủ bóng đá người Anh thi đấu ở vị trí tiền đạo ở Football League cho Leicester City, Northampton Town, Peterborough United, Sunderland và York City, và ở bóng đá non-league cho North Shields, Blyth Spartans và Newcastle Blue Star. Ông đại diện đội tuyển trẻ quốc gia Anh năm 1979 và có 2 lần khoác áo đội tuyển bán chuyên quốc gia năm 1986.